# Pap István (lelkész)
Vámosi Pap István (Ságvár, 1790. szeptember 24. – Nemesvámos, 1864. július 1.) református esperes-lelkész, egyházi író.

## Élete
Nemes Pap István tanító és Vég Sára fia. Tanulását 1802–1813 között végezte Pápán, ahol azután két és fél évig főiskolai tanító és ezalatt egy évig senior is volt. 1816-ban külföldre indult és főleg Marburgban gyarapította ismereteit. 1817-ben hazatért és tótvázsonyi káplán lett; de már 1818-ban választotta meg a vilonyai, 1829-ben a nemesvámosi egyház lelkészül. A veszprémi egyházmegyében jó ideig viselt esperesi tisztet. Abban a vitában, melyet a keresztény vallásfelekezetek egyesüléséről az 1820-as években Guzmics Izidor, Szikszay Benjámin és mások folytattak, nevezetesen részt vett, ami neki nagy hírnevet, de egyúttal sok kellemetlenséget is szerzett, úgy a világi, mint az egyházi hatóságok részéről. Ezután is lankadatlan írói működést fejtett ki, melyben alapos bölcseleti és teológiai képzettségének adja jelét. Munkáiban Kant filozófiáját követte; ezért Márton István, a pápai főiskolában 40 évig lévén kantiánus, Pap nagy tisztelője volt, halála óráján is pénztárcájában hagyott egy pár sort, Pap Istvánt ajánlván utódául. Több úri család a már főiskolákban végzett fiaikat Pap kezei alá adták bölcseletre. Szónoklataiban rögtönzésével is kitűnt, olyannyira, hogy bármely föladott tárgyról rögtönzött beszédet.
Cikkei a Török és Székács szerkesztette Préd. Tárban és a Protestáns Egyházi és Iskolai Lapban, ahol egyik előharcosa volt az akkor vitatni kezdett képviseleti rendszernek és az ezt lelkesen védő Szózat c. cikkét, szerző tudta nélkül a lapból lenyomatták s több ezer példányban küldték szét a hazánkban. (Pest, 1845.).

## Munkái
- Az élet történeteire s jövendő állapotjára nézve magával békességre lépett tudós, a ki életében sokat szenvedett; de már örökös nyugodalomra tért, tudós hazánk fiának Somogyi Gedeon úrnak gyászos koporsójánál ... 1821. eszt. decz. 4. elől adott. Veszprém, 1822.
- A vallási egyesülés ideálja, s ezen idea realizáltatásának eszközei, melly munkában az ev. k. tolerantiáról s az egy idvezitő ekklesiáról irott predikatziók is, az ezekre tett recensiókkal eggyütt, a mennyiben ezen munkát illetik, rövideden s részrehajlás nélkül megvizsgáltatnak. Készítette s a maga-költségén kiadta eggy a vallási egyesülést, mind vallási, mind polgári tekintetben, szívesen óhajtó református prédikátor. Uo. 1823. (Névtelenül).
- Közönséges halotti predikátziók. Uo. 1833.
- Különös halotti predikátziók külömbféle alkalmaztatási formulákkal, halotti textusokkal s materiákkal és imádságokkal. Pest, 1836.
- Külömbféle predikácziók s ezekhez alkalmaztatott imádságok egy egész esztendőre. Uo. 1839-40. Négy kötet.
- Templomban mondandó köznapi imádságok. Pápa, 1840. Két kötet. (2. bőv. kiadás: Egyházi imák köznapokra cz. Veszprém, 1853.).
- Egyházi beszédek és imádságok a lelki pásztoroknak kathedrai tanításokon kívüli vallásos foglalatosságaiban. Pápa, 1840. Két kötet.
- Isten szava a tűzi veszedelemben, mellyet a Vámoson, 1841. ápr. 25. délelőtti 10 és 12 óra közt mind a katholikusok, mind a reformátusok templomait, papi és oskolaházait, és még ezeken kívűl 235 házat felemésztett és s ugyanannyi familiát gyászra, siralomra juttatott tűzveszély után magyarázott és hirdetett. Veszprém, 1841.
- Templomban mondandó innepi imádságok. Uo. 1846. Két rész.
- A keresztyén vallás. A heidelbergi kathekhismus magyarázatául LII urnapban. Ujra átnézte ifj. Vári Szabó Sámuel. P. arczképével. Kecskemét, 1848. (2. kiadás. Arad, 1879.).
- Természet temploma. Egyházi beszédekben s ezekhez alkalmazott imákban. Szerkesztette s az egyetemes emberiségnek ajánlja ... Veszprém, 1852. Két kötet.
- Egyházi imák köznapokra. Uo. 1853. Két kötet. Szerző kőnyom. arczk. és névaláírásával. (2. megjobb., tiz hétre kibővitett s nagyobb betűkkeli kiadás).
- Lelkész a koporsónál, vagy: halotti alkalommal háznál s temetőben mondandó, de templomi szónoklatokul is használható hosszabb s rövidebb gyászbeszédek alkalmazásokkal, rajzolatokkal és imákkal. Uo. 1853. Két kötet. II. kötet
- Templomi szónoklatok ezekhez alkalmazott imákkal. Ugyanott, 1854-55. Két kötet.
- Istennel társalgás imákban. Magány és családi használatra. Pest, 1856 és 1868.
- A fegyházi lelkész erkölcsi beszédei. Átdolgozta Szikszay Gyula kath. pap. Bpest, 1874.

Több kisebb alkalmi beszéde is megjelent külön füzetekben.